# Pelorurus ruptistrius
Pelorurus ruptistrius är en skalbaggsart som beskrevs av Lewis 1906. Pelorurus ruptistrius ingår i släktet Pelorurus och familjen stumpbaggar. Inga underarter finns listade i Catalogue of Life.